# Crkva Bezgrješnog začeća BDM u Svirču
Crkva Bezgrješnog začeća Blažene Djevice Marije u Svirču na Hvaru sagrađena je početkom 19. stoljeća na Pjaci, slikovitom seoskom trgu. Podignuta je na dnu trga popločanog kamenim pločama. Ulaznim pročeljem okrenuta je prema istoku, zidana je kamenom slaganim u pravilne redove, dvostrešno krovište crkve pokriveno je kupom kanalicom, a u osi pročelja je trostruka preslica s volutama. Na crkvi se osobito ističe pročelje, na kojem je naknadno dograđen sat s dvostrešnim krovićem, a čitavo zadnje odiše suzdržanim barokom.

## Zaštita
Pod oznakom Z-4786 zavedena je kao nepokretno kulturno dobro - pojedinačno, pravna statusa zaštićena kulturnog dobra, klasificirano kao "sakralna graditeljska baština".